# Епакта

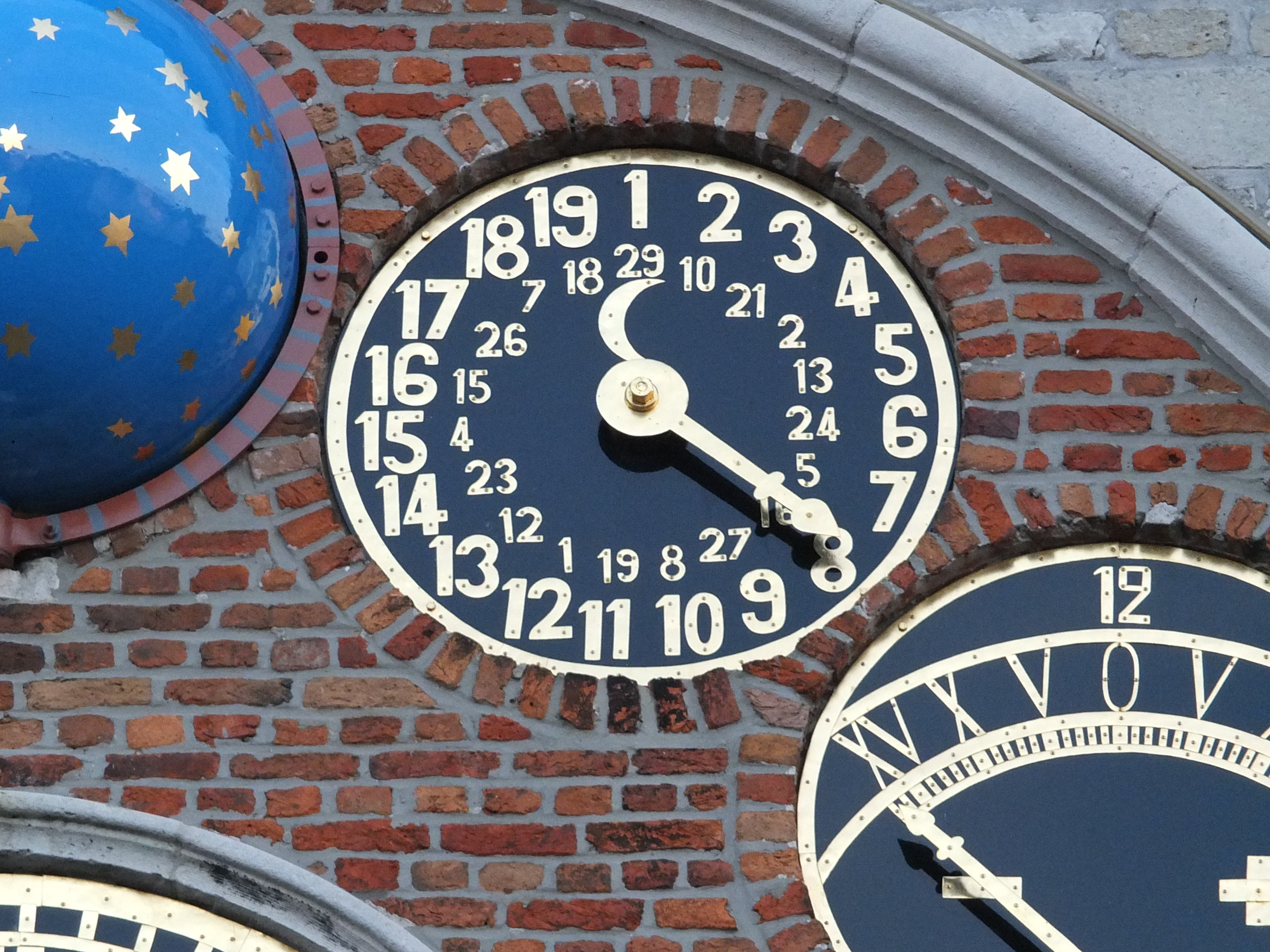
Цикл Метона и епакта на Юбилейных часах Циммерской башни. Башня Циммера (голландский: Zimmertoren)

Епа́кта (греч. ἐπάκτη, лат. epactae, ἐπακτὰἱ ἡμέραἱ — добавочные дни), также эпакта или эпакт — возраст Луны на определённую дату солнечного календаря. Часто возраст Луны на 1 января.

## Лунно-солнечный календарь
Епакты используются для перевода дат из лунно-солнечного календаря в даты солнечного календаря и обратно.

### Солнечный и лунный годы
Простой солнечный год содержит 365 дней, високосный — 366. Год лунного календаря состоит из 12 лунных месяцев по 30 и 29 дней поочерёдно, и, таким образом, имеет длину в 354 дня. Разность между продолжительностью солнечного и лунного годов составляет 11 дней.
Если солнечный и лунный годы начинаются в один день, то следующий лунный год начнется на 11 дней раньше солнечного — 21 декабря, а епакта на 1 января следующего солнечного года будет равна 11. Через год епакта увеличится ещё на 11 и составит 22. Если епакта превысит 30, к лунному году следует добавить один месяц в 30 дней, а епакту уменьшить на 19. Обозначив через e(n) епакту в году n, алгоритм вычисления епакт в произвольном году можно записать так:
{\displaystyle e(1)=0;}
{\displaystyle e(n+1)={\begin{cases}{\mbox{e(n)+11}},&{\mbox{if }}e(n)+11<30\\{\mbox{0}},&{\mbox{if }}e(n)+11=30\\{\mbox{e(n)−19}},&{\mbox{if }}e(n)+11>30\end{cases}}}
или:
{\displaystyle e(n+1)=(e(n)+11)\,{\bmod {\,}}30;}
Следуя этому алгоритму, получаем епакты на 19 лет:
{\displaystyle 0,11,22,3,14,25,6,17,28,9,20,1,12,23,4,15,26,7,18}
Согласно Метонову циклу продолжительность 19 тропических лет с высокой точностью равна 235 лунным (синодическим) месяцам. Это позволяет продлить таблицу епакт на значительное число 19-летий. Для этого в конце 19-летнего цикла епакта увеличивается не на 11, а на 12:
{\displaystyle e(20)=e(19)+12=18+12=30;}
{\displaystyle e(20)\,{\bmod {\,}}30=0;}
Таким образом e(20) = e(1) = 0, и для следующего 19-летя епакты повторяются в той же последовательности. Увеличение епакты на 12 в конце цикла получило название скачка Луны (лат. saltus lunae).